# Heidi Long
Heidi Long (Hillingdon, 29 de novembro de 1996) é uma remadora britânica.

## Carreira
Long ganhou uma medalha de ouro no quatro sem timoneiro no Campeonato Europeu de Remo de 2022 e no Campeonato Mundial de Remo de 2022. No Campeonato Mundial de Remo de 2023 em Belgrado, ela ganhou a medalha de bronze no Campeonato Mundial no revezamento quatro sem timoneiro feminino.
Nos Jogos Olímpicos de Verão de 2024, em Paris, conquistou a medalha de bronze na competição de oito com feminino, ao lado de Annie Campbell-Orde, Holly Dunford, Emily Ford, Lauren Irwin, Rowan McKellar, Eve Stewart, Harriet Taylor e Henry Fieldman com o tempo de 5:59.51.